# Bestuurlijke indeling van Nieuw-Caledonië
Nieuw-Caledonië is ingedeeld in drie provincies die verder zijn onderverdeeld in 33 gemeenten.

## Provincies
De provincies van Nieuw-Caledonië zijn:
- Province Nord (het noordelijk deel van het hoofdeiland; hoofdstad: Koné)
- Province Sud (het zuidelijk deel van het hoofdeiland; hoofdsteden: Nouméa en La Foa)
- Province des Îles (hoofdstad: Wé (gemeente Lifou)).

Elk van deze provincies heeft een eigen vlag en embleem en alle bevoegdheden die niet liggen bij het Territoriale Congres in Nouméa of bij de Franse Republiek. De grenzen en bevoegdheden van de provincies zijn in 1988 vastgelegd in de Matignonakkoorden.

## Gemeenten
Nieuw-Caledonië is ingedeeld in de volgende gemeenten (wanneer de hoofdplaats een andere naam heeft, staat die er tussen haakjes achter):
| Province Sud (oranje) | Province Nord (groen) | Province des îles Loyauté (geel)                  |
| --- | --- | ------------------------------------------------- |
| 1. Thio 2. Yaté 3. L'Île-des-Pins (Vao) 4. Le Mont-Dore 5. Nouméa 6. Dumbéa 7. Païta 8. Bouloupari 9. La Foa 10. Sarraméa 11. Farino 12. Moindou 13. Bourail 14. Poya² | 1. Poya² 2. Pouembout 3. Koné 4. Voh 5. Kaala-Gomen 6. Koumac 7. Poum 8. Belep (Waala) 9. Ouégoa 10. Pouébo 11. Hienghène 12. Touho 13. Poindimié 14. Ponérihouen 15. Houaïlou 16. Kouaoua¹ 17. Canala | 1. Ouvéa (Fayaoué) 2. Lifou (Wé) 3. Maré (Tadine) |

¹Recent afgescheiden van Canala

²Gelegen in zowel de noordelijke als de zuidelijke provincie van het hoofdeiland

## Stammenjurisdicties
In aanvulling op de niveaus van provincies en gemeentes bestaat er een parallelle bestuurlijke laag voor stamzaken van het Kanakvolk. Er zijn acht zogeheten aires coutumières ("traditionele sferen") die geen zeggenschap hebben over niet-Kanak. De acht aires coutumières komen in meerdere of mindere mate overeen met de inheemse taalgebieden en/of gebieden van allianties uit het pre-koloniale tijdperk.